# Дабац, Тошо
Тошо Дабац (хорв. Tošo Dabac; 18 мая 1907, Нова-Рача, Австро-Венгрия — 9 мая 1970, Загреб) — хорватский фотограф, получивший признание на международном уровне. Несмотря на то, что его работы часто выставлялись и высоко ценились за рубежом, Дабац провёл почти всю свою творческую жизнь в Загребе. Он в первую очередь известен своими чёрно-белыми фотографиями уличной жизни Загреба в эпоху Великой депрессии.

## Биография и карьера

### Ранняя биография
Дабац родился в небольшом городке Нова-Рача, недалеко от города Бьеловар, в центральной Хорватии. После окончания им начальной школы в родном городе, его семья переехала в Самобор. Он поступил в Королевскую классическую гимназию (хорв. Kraljevska klasična gimnazija) в Загребе, а по её окончании — на юридический факультет Загребского университета. В конце 1920-х годов Дабац работал в австрийской кинопрокатной компании «Fanamet-Film». После её закрытия он был нанят дочерней компанией «Metro-Goldwyn-Mayer» в Загребе, где работал переводчиком и пресс-офицером для Юго-Восточной Европы в 1928—1937 годах. Бросив юридическую школу в 1927 году, Дабац стал редактором журнала «Metro Megafon».
Самой ранней сохранившейся фотографией Дабаца является панорама Самобора, сделанная 7 марта 1925 года. Его работы впервые были представлены публике на любительской выставке, проходившей в маленьком городке Иванец в 1932 году. Новаторская галерея, принимавшая эту выставку, позже внесла свой вклад в развитие фотографии в стране, опубликовав хорватские издания европейского журнала художественной фотографии «Die Galerie» в 1933 и 1934 годах. В 1932 году Дабац начал работать профессиональным фотожурналистом в сотрудничестве с Джуро Янековичем.

### Признание
Через год после первой выставки Дабаца его работы были отобраны для выставки на Втором международном салоне фотографии в Праге в 1933 году вместе с работами Франтишека Дртикола и Ласло Мохой-Надя. В том же году его фотографии выставлялись на Втором международном салоне фотографии Филадельфии, проходившем в Художественном музее Филадельфии, вместе с работами Маргарет Бурк-Уайт, Анри Картье-Брессона, Пола Аутербриджа, Ильзы Бинг и других. Куратором этой выставки был искусствовед Бомонт Ньюхолл.
Позднее Дабац работал корреспондентом различных зарубежных информационных агентств. С 1933 по 1937 год он создал серию фотографий, впервые выставленных под названием «Страдание» (хорв. Bijeda), но позже переименованных в «Люди с улицы» (хорв. Ljudi s ulice). Эта серия принесла ему репутацию искусного летописца загребской уличной жизни.
В 1937 году Дабач открыл фотостудию и женился на опереточной певице Джулии Грилл. В том же году его уличные фотографии были отобраны для Четвёртого международного салона, проводившегося в Американском музее естественной истории в Нью-Йорке, где его фотография «Путь на гильотину» (хорв. Put na giljotinu) претендовала на награду. Позже в том же году его работы были представлены на групповых выставках, прошедших в Музее современного искусства Сан-Франциско (наряду с работами Эдварда Стайхена, Брассаи, Рэя Мана, Александра Родченко и Энсела Адамса), а также в Бостонском камерном клубе, где ещё одна из его фотографий, «Философ жизни» (хорв. Filozof života), была удостоена премии. В 1938 году Дабац выиграл два ежемесячных конкурса, организованных американским журналом фотографии «Camera Craft».
В 1940 году Тошо Дабац перенес свою студию на улицу Илица, дом 17. Студия не только останется его рабочим местом на всю оставшуюся жизнь, но и вскоре станет важным местом встреч, где собрались многие видные интеллектуалы и художники Загреба. В том же году его фотография появилась на обложке номера немецкого фотожурнала «Photographische Rundschau», в котором была представлена серия фотографий Дабаца из Хорватии.
После Второй мировой войны Дабац присоединился к Ассоциации художников Хорватии (хорв. Udruženje likovnih umjetnika Hrvatske или хорв. ULUH). В 1945 году он провёл месяц, делая фотографии в Истрии и одновременно ведя дневник, в котором описывал послевоенное состояние региона. В 1946 году он продолжил снимать природные и культурные достопримечательности вдоль далматинского побережья, от Истрии до Дубровника.
В последующие годы Дабац регулярно публиковался в журнале «Jugoslavija», а также сделал серию фотографий средневековых скульптур и фресок, туристических объектов и летних домов Дубровника. Он также работал фотографом на многих выставках, в том числе и промышленных, где участвовали югославские компании (в Торонто в 1949 году, в Чикаго в 1950 году, в Москве в 1958 году и на Всемирной выставке 1958 года в Брюсселе). В 1952 году его работы были показаны на международной выставке в Люцерне, наряду с другими мастерами, такими как Ричард Аведон, Сесил Битон, Анри Картье-Брессон, Роберт Франк и Андре Кертес.

### Поздняя биография
В 1960 году работы Дабаца были представлены на международной выставке, которая с тех пор приобрела культовый статус, «Das menschliche Antlitz Europas», наряду с работами Роберта Капы, Вернера Бишофа, Эдварда Штайхена и других. В 1965 году его фотографии участвовали в выставке Карла Павека «Was ist der Mensch?». В 1966 году Дабац был награждён премией Владимира Назора, присуждаемой хорватским Министерством культуры за самые высокие достижения в изобразительном искусстве, за его фотографии стечек. Позже, в том же году, он получил ежегодную премию и диплом о жизненных достижениях Югославского фотографического союза (хорв. Fotosavez Jugoslavije). В 1967 году Дабац стал наставником Марии Браут.
Дабац работал для многих международных издательств, включая Thames & Hudson, Encyclopædia Britannica, Alber Müller Verlag из Цюриха, Hanns Reich Verlag из Мюнхена и другие. Его фотографии использовались как в местных, так и в зарубежных энциклопедиях. Он также был автором или участвовал в создании многих фотоальбомов городов и регионов Хорватии и Югославии. Дабац был членом нескольких национальных и международных фотографических организаций; с 1953 года он был членом Фотографического общества Америки. Он стал почётным членом Королевского фотографического общества Бельгии (CREPSA), Голландского салона FOKUS.

## Память
Тошо Дабац умер 9 мая 1970 года в Загребе и был похоронен на кладбище Мирогой.
В 1975 году Фотоклуб Загреба (хорв. Fotoklub Zagreb) учредил ежегодную премию его имени, присуждаемую хорватским фотографам за самые высокие достижения в этой области.
Наследие Дабаца, состоящее из почти 200 000 негативов, хранится в архиве Тошо Дабака, расположенном в его бывшей студии. В марте 2006 года архив был приобретён городом Загреб и в настоящее время находится в ведении загребского Музея современного искусства.